# Urawa
Urawa (浦和区, Urawa-ku) és un dels deu districtes de la ciutat de Saitama, capital de la prefectura homònima. Des de 1869 fins al 2001, Urawa (浦和市, Urawa-shi) va ser una ciutat i municipi, capital de la prefectura de Saitama. L'actual districte d'Urawa és el centre administratiu i econòmic de la ciutat de Saitama, albergant les seus de govern prefectural i de companyies comercials.

## Geografia
El districte d'Urawa es troba localitzat a l'altiplà d'Ômiya, a la plana de Kantō, al centre-sud geogràfic de la prefectura de Saitama. L'antiga ciutat d'Urawa comprenia els actuals districtes saitamencs de Midori, Minami i Sakura, a més d'Urawa. El territori del districte d'Urawa limita amb els de Midori a l'est, Minami al sud, Chūō a l'oest, Ōmiya al nord i Minuma al nord-est, estant Urawa totalment envoltat pel terme municipal de la ciutat de Saitama.

## Història
Durant el període Tokugawa Urawa va créixer com a Urawa-shuku (浦和宿), una posta al camí Nakasendō, que connectava Edo amb Kyoto. Amb la restauració Meiji l'any 1869 es crea la prefectura d'Urawa i des de llavors, el municipi d'Urawa n'és la capital. El 1871 les prefectures d'prefectura d'Iwatsuki i d'Oshi es fusionen creant l'actual prefectura de Saitama, de la qual la ciutat d'Urawa serà la seua capital fins al 2001. L'1 d'abril de 1889 es crea el modern municipi d'Urawa, pertanyent al districte de Kita-Adachi.
Després del gran terratrèmol de Kantō de 1923, molts intel·lectuals i artistes, especialment pintors, anaren a viure a Urawa des de Tòquio, Yokohama i altres ciutats al sud de la regió de Kanto. L'any 1932 Urawa s'annexionà els pobles veïns de Yada i Kisaki, sent elevada a la categoria de ciutat l'11 de febrer de 1934. El 17 d'abril de 1940 Urawa s'annexionà els pobles d'Omagi i Mimuro i la vila de Mutsuji, aquesta darrera l'1 d'abril de 1942. Durant la Segona Guerra Mundial, Urawa fou bombardejada dues vegades per l'aviació nord-americana a l'abril i el maig de 1945.
Urawa continuà creixen i expandint-se després de la guerra, absorbint els pobles de Tsuchiai i Okubo l'1 de gener de 1955 i una part de la ciutat, llavors vila, de Toda l'1 d'abril de 1959 i part del poble de Misono (actualment dins del districte de Midori) l'1 de maig de 1962.
L'1 de maig de 2001, la ciutat d'Urawa es fusionà amb les ciutats d'Ōmiya i Yono per a formar la nova ciutat de Saitama, que des de llavors prendria el relleu d'Urawa com a capital de la prefectura de Saitama. L'actual districte d'Urawa (Urawa-ku) es creà l'1 d'abril de 2003 quan la recent ciutat de Saitama esdevé una ciutat designada pel govern del Japó, dividint el territori de l'antic municipi d'Urawa (que de 2001 a 2003) havia estat integrat totalment en la nova ciutat de Saitama) en quatre districtes urbans: Urawa, Midori, Minami i Sakura.

## Transport

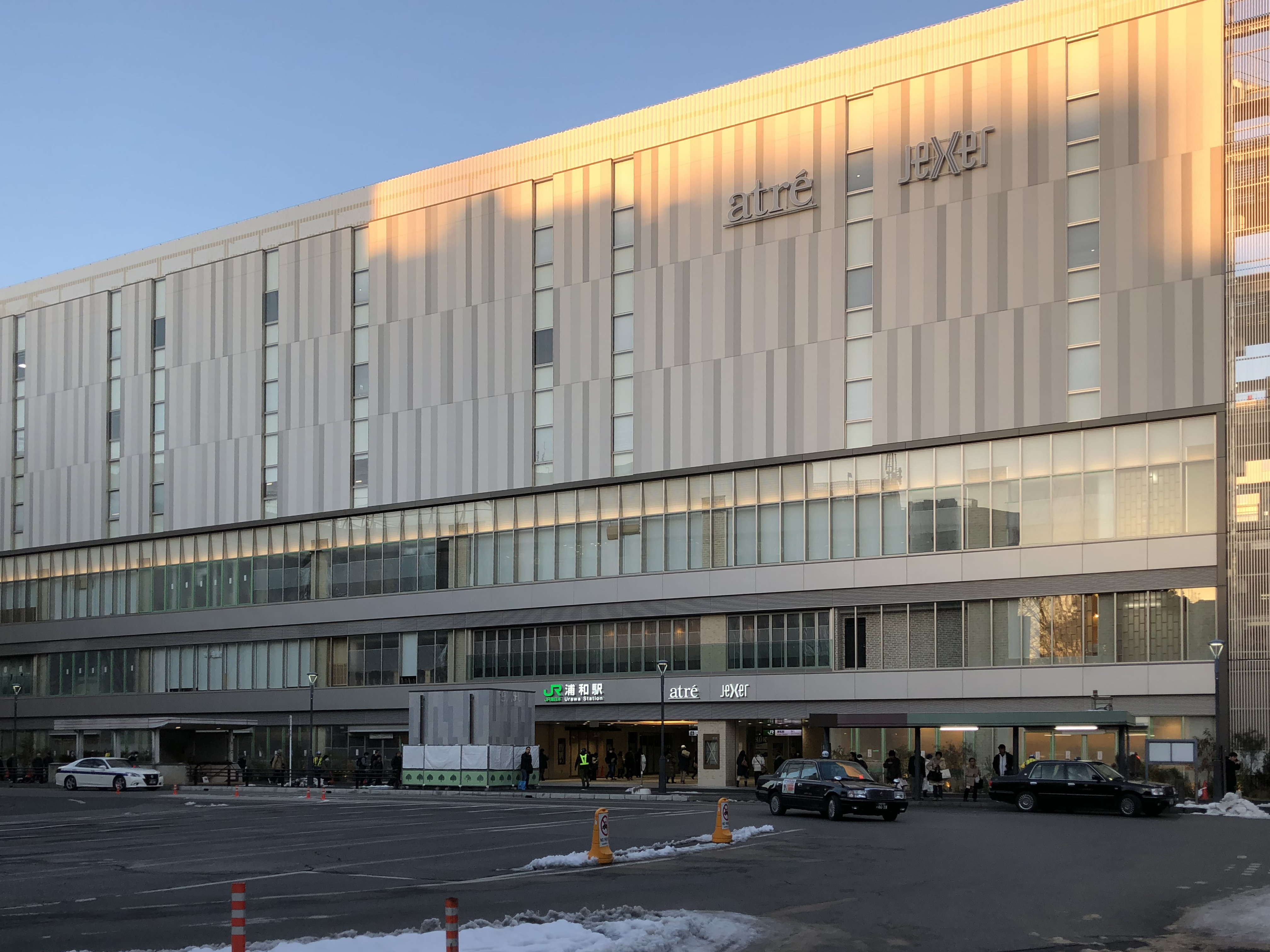
Estació d'Urawa

En aquesta secció només es refectixen els transports de l'actual districte d'Urawa (Urawa-ku), en cap cas de l'antiga ciutat d'Urawa (Urawa-shi), actualment dividida entre els districtes de Midori, Minami i Sakura.

### Ferrocarril
- Companyia de Ferrocarrils del Japó Oriental (JR East)
  - Urawa - Kita-Urawa - Yono

### Carretera
- Nacional 17 - Nacional 463